# 南十字星 (映画)
『南十字星』（みなみじゅうじせい、The Southern Cross）は、1982年の映画。
東宝創立50周年を記念して制作された、初の日本・オーストラリア合作戦争映画。海外では“The Highest Honor”（最高の栄誉）のタイトルで公開された。一方、オーストラリアでは劇場公開されず、テレビでミニシリーズとして放映された。

## 概要
太平洋戦争中、日本の統治下にあったシンガポールを舞台に、日本軍の通訳官と捕虜のオーストラリア兵の友情を描いた作品。また、撮影当時は宝塚歌劇団月組に在団中だった黒木瞳の映画初出演作品でもある。
劇団四季のミュージカル『南十字星』とは、太平洋戦争中の東南アジアが舞台であることや、日本兵が主人公であることで共通点を持つが、ストーリーはまったく異なるうえに関連もない。
西城秀樹が歌った主題歌「南十字星」のシングルは23万枚のヒットとなったが、映画は成功とはいかなかった。さらにその後、さまざまな事情からお蔵入りとなり、DVD化は実現していなかったが、2025年2月、東宝からBlu-rayが発売される。
監督の丸山誠治は本作品を最後に引退した。

## あらすじ
太平洋戦争中の1941年、日本軍占領下のシンガポールで、港に停泊していた7隻の日本軍の艦船が爆破された。憲兵隊は抗日ゲリラの破壊工作とみて、現地の中国系住民らを捕えて拷問するが、それはシンガポール奪還を目指す、“ジェイウィック作戦”（en:Operation Jaywick）と呼ばれる、英・豪連合軍の特殊部隊“Zフォース”の仕業だった。
“Zフォース”は翌年、再度作戦を決行するが、日本軍の反撃に遭い、指揮官のペイジ大尉ら10人が捕虜となった。ケンブリッジ出身の通訳官・田宮は憲兵隊の訊問に協力することになったが、かねてから軍の中国系住民らに対する残虐行為に心を痛めていた彼は、安易に拷問に走ろうとする憲兵隊を何とか抑える。自白したペイジは田宮が自分たちを守ったことを知り、2人の間には敵味方を越えた友情が芽生えた。
そして、軍事裁判が始まる。立花検察官はペイジたちの行動を英雄的な行為と讃えたうえで、栄誉ある死刑を求刑、参謀部は斬首刑を宣告した。田宮はせめて銃殺刑にと嘆願するが、聞き入れられなかった。落胆する田宮にペイジは「君の手で天国に送ってくれ」と優しく語りかけ、ペイジは田宮の手で処刑された。
終戦後、連合軍の捕虜となった田宮は捕虜殺害の罪で軍事裁判にかけられ、死刑を求刑されるが、田宮とペイジの間の友情と、斬首がペイジの希望だったことが証明され、田宮は無罪となった。
時は流れ現在、オーストラリアを訪れた田宮は無名戦士の墓に花を供え、ペイジ達の冥福を祈った。

## キャスト
日本側
- 田宮稔：中村敦夫
- 立花法務少佐：北大路欣也
- 木村少佐：坂上二郎
- 矢部憲兵准尉：小松方正
- 松本大佐：藤岡琢也
- 早川憲兵中尉：志垣太郎
- 河村少将：鈴木瑞穂
- 大野法務少将：内藤武敏
- 宇野大尉：寺田農
- 楠木大佐：草薙幸二郎
- 辻参謀：辻萬長
- 津村恵子（従軍看護婦）：黒木瞳
- 〆香：伊藤めぐみ
- 明美：青木明子
- 小山憲兵伍長：八木隆
- 本島憲兵曹長：木島一郎
- 今井憲兵軍曹：原田力
- 野村大尉：沼崎悠
- 大森曹長：俵一
- 吉野通訳：大林丈史
- 土井通訳：おやま克博
- 三上警査：坂田祥一郎
- 中佐：吉原正皓、山根久幸
- 将校：山中康司、渡辺安章、鈴木秋夫、安永憲司、平正信、三浦忠度、長竹寛勲、荒木優騎、神崎功

オーストラリア側
- ペイジ大尉：ジョン・ハワード（英語版） ※オーストラリア首相を務めたジョン・ハワードとは別人。
- ライアン中佐：スチュアート・ウィルソン
- イングルトン少佐：マイケル・アトキン（英語版）
- フォールス：スティーヴン・ビスレー
- ケイリー：トニー・ボナー（英語版）
- サージャント：ピーター・ヘヒア
- ロマ・ペイジ（ペイジ夫人）：ダイアン・クレイグ（英語版）
- ガブリエル（ライアン夫人）：ヴェロニカ・ラング
- ワーレン曹長：ニール・レッドファーン
- グーリー軍曹：ティム・エルストン
- スチュアート伍長：ハロルド・ホプキンス
- フレッチャー伍長：ゲイリー・ワデル
- ハーディ伍長：マイケル・ハーズ
- マーシュ水兵：マーク・ヘンブロー
- ジョーンズ水兵：アンドリュー・イングリス
- ヒューストン水兵：バズ・ラーマン
- カース大尉：アレン・キャッセル
- ロス：ジェームス・ヒースモア
- マクドウェル兵曹：スリム・ディグレー
- マーシャム少佐：ピーター・サムナー
- ベリーマン水兵：ノエル・ホッダ
- クリーリー水兵：ジョナサン・スウィート
- ヤング兵曹：トニー・プレーン
- ケイン：ワーレン・コールマン
- モリス：ジョフ・ルー

中国系住民
- 陸蘭畦：胡茵夢（中国語版）
- 陸玉光：林継堂

## スタッフ
- 協力：オーストラリア国防総省、オーストラリア大使館、シンガポール国防省、キャセイパシフィック航空
- 製作：新日本映画株式会社、オーストラリア・サザンインターナショナルフィルムズ
- 製作総指揮：持丸寛二
- 制作：伊藤武郎、リー・ロビンソン（英語版）
- 脚本：須崎勝弥、リー・ロビンソン
- 撮影：岡崎宏三、ジョン・マックレーン
- 音楽：佐藤勝
- 監督：丸山誠治
- 協力監督：ピーター・マックスウェル（英語版）

### エンドロール（スタッフ）
- 日本スタッフ
  - 美術：育野重一
  - 録音：渡会伸
  - 照明：下村一夫
  - 編集：黒岩義民
  - アシスタントプロデューサー：八巻晶彦（N.C.P.)
  - 助監督：中島紘一
  - スーパーバイザー：持丸寛一郎
  - 製作補：山﨑守邦
  - 製作本部：持丸幹男
  - 別班撮影：奥村祐治
  - 美術デザイナー：藤原和彦
  - スクリプター：黒岩美穂子
  - スチール：蒔田研一
  - 軍事指導：木島一郎
  - 英語指導：テリー・オブライン
  - 殺陣：渡辺安章
  - 特殊撮影
    - 特技監督：川北紘一
    - 撮影：山本武
    - 美術：小林完
    - 照明：森本正邦
    - 特殊効果：渡辺忠昭
    - 監督助手：松本清孝
- オーストラリア・スタッフ
  - プロデューサー：リー・ロビンソン、ジョン・マッカラム（英語版）
  - 監督：ピーター・マックスウェル
  - スーパーバイザー：ベティー・バーナード
  - 美術：バーナード・ハイズ
  - 照明：ディレイク・ジョーンズ
  - 録音：シド・バターウォース
  - 編集：デビッド・スティーブン
  - 記録：ダフネ・パリス
- 翻訳：岡枝慎二
- 現像：東京現像所
- 色彩調整：森吉隆
- 衣裳：京都衣裳
- 音楽録音：AVACOスタジオ
- ミキサー：小林裕
- 音楽制作：東京アート・ビューロー
- 主題歌「南十字星」：西城秀樹、RCAレコード

## 製作
曰く因縁のあった幻の企画『あゝ野麦峠』を大ヒットさせた東北電子計算機専門学校理事長と新日本映画の社長を兼ねる持丸寛二は、『あゝ野麦峠』の続編『あゝ野麦峠 新緑篇』の製作を2ヵ月進めていたところで急に中止させ、代わりに本作を製作した。日本・オーストラリア合作映画として、1981年5月30日にオーストラリアで調印を済ませ、総製作費は10億円、オーストラリアロケを半分、東京とシンガポールで四分の一ずつを撮り、日本は日本のスタッフが、海外は海外のスタッフが撮ったものを繋ぎ合わる、撮影を1982年4月いっぱいまで行い、1982年5月中旬に東宝系で公開すると1981年の夏の終わり頃公表した。